# Halle02
Die Halle02 ist ein Veranstaltungshaus in Heidelberg, in dem Konzerte, Partys und Tanzveranstaltungen der unterschiedlichsten Art stattfinden. Es befindet sich in den umgebauten Lagerhallen des ehemaligen Heidelberger Güterbahnhofs. Dieser liegt inmitten des neu entstehenden Stadtteils Bahnstadt und stellt einen der kulturellen Mittelpunkte der Stadt dar.

## Geschichte

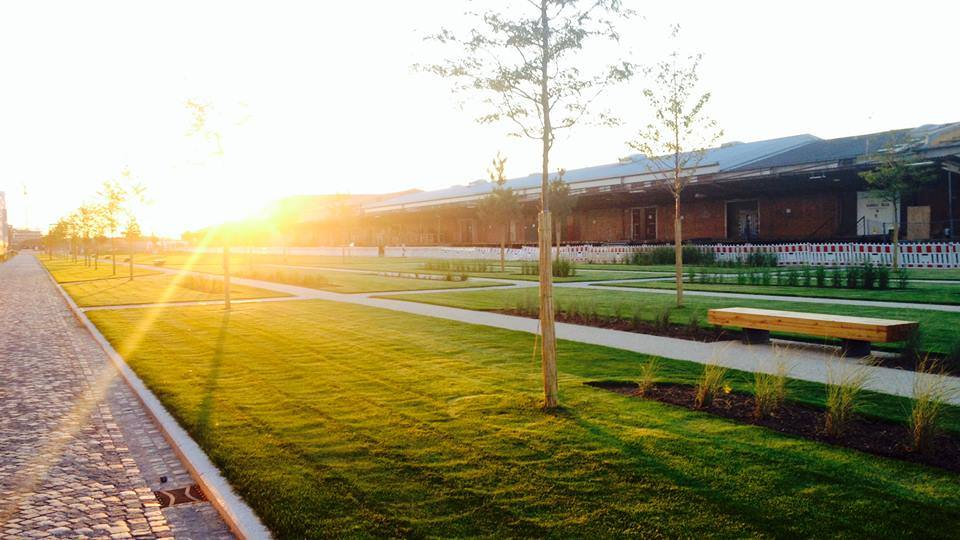
Blick auf die Südseite der halle02

Die Halle02 öffnete zum ersten Mal im April 2002 ihre Türen für Besucher. Das ursprünglich zeitlich begrenzte Projekt des Ateliers Kontrast plante, Musikveranstaltungen und Ausstellungen an einem Ort zu vereinen. In den folgenden Jahren wurden über 30 Ausstellungen realisiert. Ende des Jahres 2005 mussten diese Projekte jedoch aufgrund mangelnder Finanzierung beendet werden. Fortan wurde beschlossen, sich weitestgehend auf Konzerte und Tanzveranstaltungen zu konzentrieren. Im Herbst 2005 wurde daraufhin neben der Halle02 die „kleine Halle“ eröffnet. Diese wird heute als Halle_01 bezeichnet und soll neben der großen Halle02 Platz für kleinere Veranstaltungen bieten.
Im Jahr 2006 stand die Halle02 erneut vor Problemen. Das Dach des Gebäudes wurde als einsturzgefährdet eingestuft und die endgültige Schließung der Räumlichkeiten drohte. Der Gemeinderat in Heidelberg beschloss jedoch am 16. Februar 2006, die Sanierung des Daches zu bezuschussen und das Gebäude dadurch zu erhalten. Zwischen Januar und April 2009 fand in den Gebäuden der Halle02 Gunther von Hagens Ausstellung der Körperwelten statt. Zu diesem Zweck wurde das Musik- und Kulturprogramm in eine dritte Nebenhalle verlegt. Sie sollte zunächst als temporäre Ausweichmöglichkeit dienen, erwies sich dann als sehr praktisch für diverse Veranstaltungen und wurde somit zur Halle03. In den Sommermonaten ist der auf dem Gelände der Halle02 gelegene Zollhofgarten geöffnet. Er liegt inmitten der alten Gleisanlagen. Besucher können hier tagsüber Beachvolleyball oder Boule spielen.
Im Jahr 2010 kaufte die Stadt Heidelberg die Gebäude, damit der Mietvertrag für die Räumlichkeiten der Halle02 verlängert werden konnte. Die Kultureinrichtung und der umgebende Zollhof sollen in das Campus-Areal der neu entstehenden Bahnstadt integriert werden. Nach längerer Diskussion beschloss der Gemeinderat 2012 einen neuen Mietvertrag und 4,4 Millionen Euro in die Sanierung des Gebäudes zu investieren.
Am 24. Juli 2013 entschied der Gemeinderat erneut über die Zukunft der halle02 und verlängerte den Mietvertrag für die Betreiber um zehn weitere Jahre.
Nach eineinhalbjähriger Sanierungsphase eröffnete die sanierte halle02 erstmals ihre Tore zum Public Viewing während der Fußballweltmeisterschaft 2014. Im März 2015 wurde schließlich der „Club“ der halle02 eingeweiht. Dieser bietet auf 230 Quadratmetern Platz für circa 400 Gäste und zeichnet sich durch eine moderne „Funktion One“-Soundanlage aus. Da die Halle02 in zwei Räume geteilt werden kann, können im gesamten Gebäudekomplex bis zu drei Veranstaltungen gleichzeitig stattfinden.

## Konzept und Idee
Zwischen 2002 und 2005 wurden in der Halle02 über 30 Ausstellungen regionaler, nationaler und internationaler Künstler realisiert. Ziel des Ateliers Kontrast war es, bildende Kunst und moderne Musik zu vereinen und daraus etwas Neues entstehen zu lassen.
Die inszenierten Exponate in der Halle02 reichten von Malerei über Fotografie bis hin zu Graffiti, Video-Installationen, Skulpturen und Performance-Kunst. Vorwiegend junge progressive Künstler nutzten die Halle02 als Plattform und hatten so die Chance, ihre Kunst einem ebenso breiten wie jungen Publikum zu zeigen. Aber auch etablierte Künstler wie Marie Marcks oder Klaus Staeck nutzen die Räumlichkeiten des Industriegebäudes für ihre Werke. Seit 2005 finden in der Halle02 verschiedene Musikveranstaltungen und Partys, auch jenseits der kommerziellen Grenzen, statt.

## Programm
Das Musikprogramm ist vielseitig gestaltet. In den drei Hallen sind auf den verschiedenen Partys diverse Musikrichtungen vertreten. Das Programm besteht größtenteils aus Drum and Bass, Hip-Hop, Indie, House und Elektro. Daneben finden regelmäßig Konzerte von Bands aus aller Welt statt. Darüber hinaus kann die Halle02 für Firmenveranstaltungen gemietet werden.